# Leucoloma chrysobasilare
Leucoloma chrysobasilare är en bladmossart som beskrevs av Georg Friedrich von Jaeger 1880. Leucoloma chrysobasilare ingår i släktet Leucoloma och familjen Dicranaceae. Inga underarter finns listade i Catalogue of Life.